# Ammodramus savannarum floridanus
O Ammodramus savannarum floridanus é uma subespécie ameaçada do tico-tico-gafanhoto nativa das pradarias secas do centro-sul da Flórida.
O Ammodramus savannarum floridanus é uma das quatro subespécies de tico-tico-gafanhoto da América do Norte e talvez seja a mais ameaçada. Os esforços dos biólogos reduziram o declínio da população.

## Descrição
O Ammodramus savannarum floridanus é um pardal pequeno com cauda curta e cabeça arredondada, com média de 13 cm de comprimento total quando adulto. Como a maioria dos tico-ticos-gafanhoto, suas asas são marrons, brancas e cinzas, com manchas amarelas na álula e na listra superciliar. Os pardais adultos têm a parte inferior branca com garganta e peito lustrosos, enquanto os filhotes têm o peito listrado. O Ammodramus savannarum floridanus tem bico e tarsos mais longos do que outras subespécies e não tem listras avermelhadas na nuca.
O canto do Ammodramus savannarum floridanus se parece muito com o de um gafanhoto, de onde vem seu nome. Os machos cantam apenas algumas horas por dia durante a estação reprodutiva e geralmente se empoleiram em galhos ou folhas mortas de palmeira para cantar quando estão disponíveis. O canto ocorre com mais frequência durante as primeiras horas da manhã e as primeiras horas da noite, ao redor do nascer e do pôr do sol.

## Habitat
Embora alguns tico-ticos-gafanhoto migratórios estejam distribuídos em partes da América do Norte e da América do Sul, o Ammodramus savannarum floridanus é uma espécie não migratória e, portanto, tem distribuição limitada à região de campos do centro-sul da Flórida. Os condados da Flórida onde essa espécie foi avistada incluem os condados de Glades, Highlands, Polk, Okeechobee e Osceola.
Os requisitos de habitat para o Ammodramus savannarum floridanus são bastante específicos. O habitat recomendado consiste em grandes extensões de campos mal drenados com um histórico frequente de incêndios e um número limitado de árvores (menos de uma árvore por acre). As espécies de plantas comuns encontradas nesse habitat incluem Andropogon e Aristida, com ocasionais Serenoa repens também. Como os tico-ticos-gafanhoto são, em grande parte, espécies que vivem no solo, é necessário que haja algum solo descoberto para fornecer áreas para movimentação e forrageamento.
Os Ammodramus savannarum floridanus são a única subespécie de tico-tico-gafanhoto que se sabe que se reproduzem no estado da Flórida. Sabe-se que eles fazem seus ninhos entre abril e agosto no chão, na base de um pequeno arbusto ou de um tufo de grama. Seus ninhos são geralmente construídos com matéria vegetal disponível nas proximidades, que consiste principalmente de folhas de Andropogon e Aristida. Sabe-se que as fêmeas põem de 3 a 5 ovos, e os filhotes aprendem a voar cerca de 10 dias após a eclosão. As taxas de sucesso dos ninhos são geralmente muito baixas, com um estudo observando taxas de sucesso entre 10 e 33% em vários locais.
Atualmente, sabe-se que apenas três locais na Flórida suportam definitivamente populações selvagens do pardal, e as populações estão em declínio em todos os três. No entanto, há relatos de pelo menos duas outras subpopulações em terras particulares, para as quais a Audubon Florida planeja adquirir ou conceder servidões de conservação.

## Dieta
Os Ammodramus savannarum floridanus são onívoros, sendo que a maior parte de sua dieta consiste em insetos, como gafanhotos, grilos, besouros e mariposas. A maior parte da vegetação na dieta é composta de sementes de junça e sementes de grama-estrela. Eles se alimentam perto do solo e, portanto, incêndios frequentes são essenciais para manter áreas de solo descoberto para alimentação.

## Tendências populacionais
Até a realização de pesquisas em larga escala na década de 1980 para determinar a abundância e a distribuição da subespécie, o número de Ammodramus savannarum floridanus presentes na natureza era amplamente desconhecido. Após essas pesquisas, o United States Fish and Wildlife Service determinou que o Ammodramus savannarum floridanus fosse listado como espécie em perigo de extinção na Lista de Espécies Ameaçadas. Pesquisas subsequentes realizadas na década de 1990 estimaram menos de 500 Ammodramus savannarum floridanus adultos, e trabalhos recentes estimam que, sob as condições atuais do habitat, há 22% de chance de extinção da subespécie nos próximos 50 anos. A sobrevivência da subespécie é altamente dependente da disponibilidade de habitat, com outro modelo correlacionando a perda de habitat a uma chance de 66% de extinção. Com base nas tendências populacionais, a previsão era de que a subespécie poderia ser extinta na natureza em 2018-2019. No entanto, esforços recentes de conservação evitaram que isso acontecesse.

## Conservação
Em 2017, estimava-se que restavam de 50 a 60 Ammodramus savannarum floridanus na natureza. Isso mostra um declínio drástico em relação a 2004, quando as estimativas populacionais eram de 1.000. O declínio da população é atribuído à predação de filhotes por formigas-de-fogo-vermelhas, inundação de ninhos por condições climáticas extremas, perda de habitat e competição com espécies não nativas. Esse declínio levou ao início de programas de reprodução em cativeiro pela Rare Species Conservatory Foundation e pela White Oak Conservation [en]. Em 2015, 23 ovos ameaçados pela inundação dos ninhos foram transportados para a Rare Species Conservatory Foundation, onde 21 eclodiram com sucesso por meio de incubação artificial. Em meados de junho de 2017, a White Oak Conservation produziu 18 filhotes de 3 pares de adultos que nasceram na natureza e seus cinco descendentes. A criação em cativeiro foi prejudicada por doenças causadas por um parasita intestinal infeccioso, embora as soluções estejam sendo trabalhadas. Devido à possível extinção da subespécie na natureza até 2018-2019, tem havido alguma controvérsia sobre o que fazer com a população selvagem remanescente. Alguns biólogos apoiam a captura de todos os indivíduos selvagens remanescentes e o uso deles no programa de reprodução em cativeiro para diversidade genética, enquanto outros afirmam que esses indivíduos devem permanecer na natureza, pois são importantes para estudar como essa subespécie se comporta e sobrevive na natureza. Em 9 de maio de 2019, a FWC anunciou a liberação planejada de pardais criados em cativeiro em terras públicas no Condado de Osceola nas semanas seguintes, em um esforço para reforçar as populações selvagens atualmente estimadas em menos de 80 pardais. Uma contagem de 2022 relatou um aumento na população para 120 indivíduos pela primeira vez na história do projeto. O 1.000º pardal criado em cativeiro foi liberado na natureza em 2024, aumentando as esperanças de que a população possa se recuperar.